# 肩鋸脂鯉
肩鋸脂鯉，為輻鰭魚綱脂鯉目脂鯉亞目锯脂鲤科的其中一個種。分布於南美洲亞馬遜河流域，體長可達20公分，棲息在河川及河口區，以其他魚類魚鱗為食，生活習性不明，可作為觀賞魚。

## 扩展阅读
維基物種上的相關：肩鋸脂鯉